# Arthur Kane

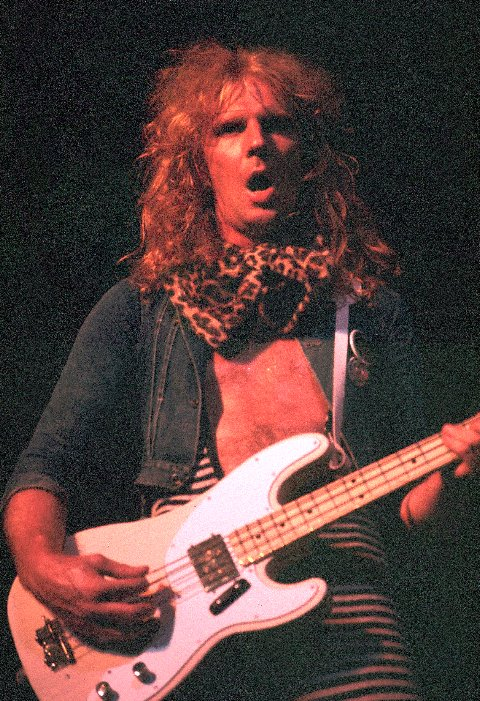
Arthur Kane (1973)

Arthur „Killer“ Kane (* 3. Februar 1949 in Bronx, New York City; † 13. Juli 2004) war ein US-amerikanischer Musiker, der in den 1970er Jahren als Bassist der Glam-Rock-Band New York Dolls bekannt wurde. Sein Spitzname bezieht sich auf einen Charakter aus der Science-Fiction-Serie Buck Rogers.

## Biografie
Arthur Kane wuchs im amerikanischen Bundesstaat New York auf. Ab 1970 gehörte er dem Line-Up der legendären Glam-Rock-Band New York Dolls an, mit der er 1973 und 1974 zwei Alben veröffentlichte, bevor die Band schließlich auseinanderbrach. 1975 gründete er mit dem späteren W.A.S.P.-Sänger Blackie Lawless in Los Angeles die nach seinem Spitznamen benannte Band Killer Kane, mit der er eine 7-Inch-Single veröffentlichte. Außerdem war Kane Mitglied in den Bands Corpse Grinders und The Idols. 1989 konvertierte Kane zum Mormonentum. Im Juni 2004 reformierten sich die New York Dolls für einen Auftritt, an dem auch Kane teilnahm. Einen Monat später ließ er sich auf Grund eines Verdachts auf Lungenentzündung in einem Krankenhaus untersuchen. Es wurde Leukämie diagnostiziert. Arthur Kane starb am 13. Juli 2004 im Alter von 55 Jahren.

## Würdigung
Morrissey, der ehemalige Präsident des Fanclubs der New York Dolls, bezeichnete Kane nach dessen Tod als “very gentle soul” (Morrissey, deutsch: „sehr sanfte Seele“). Robyn Hitchcock widmete Kane auf seinem Album Olé! Tarantula das Lied N.Y. Doll. Über Kane wurde die Dokumentation „New York Doll“ gedreht, die 2005 für den Satellite Awards sowie den Jury-Preis des Sundance Film Festivals nominiert war.

## Diskografie

### Mit New York Dolls
- 1973: New York Dolls
- 1974: Too Much Too Soon

sowie etliche Kompilationen und Live-Mitschnitte

### Mit Killer Kane
- siehe Killer Kane#Diskografie

### Mit Sid Vicious
- 1979: Sid Sings